# Distretto di Tiszakécske
Il distretto di Tiszakécske (in ungherese Tiszakécskei járás) è un distretto dell'Ungheria, situato nella provincia di Bács-Kiskun.